# Давид (Донателло)
«Давид» — бронзовая статуя работы Донателло; первое изображение свободно стоящей обнажённой фигуры со времён античности.

## История
Точная дата создания скульптуры неизвестна. Большинство исследователей относят её к периоду между 1430 и 1440 гг., хотя не исключается и более поздняя датировка, вплоть до 1460-х годов. Первое документированное упоминание о Давиде относится к 1469 году: в этом году Лоренцо Великолепный сочетался браком с Клариче Орсини, и статуя в то время находилась во внутреннем дворике Палаццо Медичи. Предполагается, однако, что она попала туда несколько ранее, в 1450-х или 1460-х годах.

Согласно Дж. Вазари, статуя Давида была создана по заказу Козимо Медичи, но достоверными эти сведения считать нельзя. Вазари также даёт описание несохранившегося пьедестала, на котором располагалась статуя. Автором пьедестала был Дезидерио да Сеттиньяно: 
«В юности он сделал для Донато пьедестал Давида, находящегося во дворце герцога флорентинского; на этом пьедестале он прекрасно сделал из мрамора несколько гарпий, а из бронзы несколько виноградных лоз, очень изящных и хорошо задуманных».
В 1495 году, после изгнания Медичи из Флоренции, статуя была перенесена в Палаццо Веккьо. C 1738 года (некоторые историки называют 1777 год) она находилась в галерее Уффици. В 1865 году был основан Национальный музей Барджелло, и во второй половине XIX века Давид занял место среди его экспонатов.

## Описание

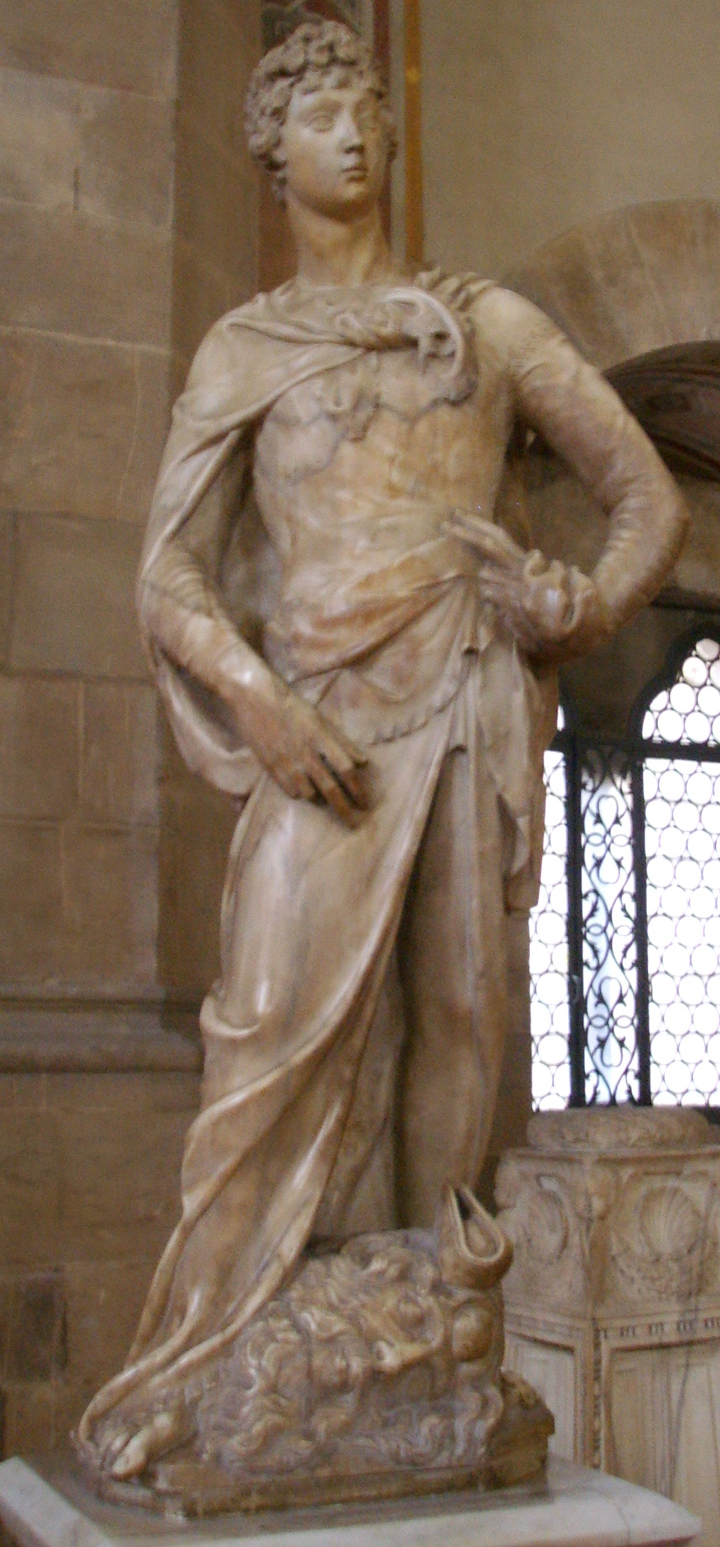
Давид. Скульптура Донателло. 1408—1409 годы. Мрамор

Давид Донателло не похож на традиционные изображения библейского героя. Отличается он и от более ранней статуи работы самого Донателло, выполненной из мрамора (см. илл.). Бронзовый Давид — почти мальчик с гибким, юношеским телом и длинными волосами. Он абсолютно наг, если не считать широкополой пастушеской шляпы, увенчанной лавровым венком, и сандалий с поножами. Свободная поза героя — пример контрапоста: тяжесть тела покоится на правой ноге, в то время как левой, полусогнутой, он попирает голову побеждённого им Голиафа. Тело юноши слегка отклонено от центральной оси; диагональ меча, на который опирается победитель, подчёркивает неустойчивость и внутреннюю динамику фигуры. В левой руке он держит камень от пращи— орудие победы. Статуя рассчитана на обход вокруг и осмотр со всех точек зрения; при этом световые блики на поверхности бронзы акцентируют внимание то на одном, то на другом изгибе этого грациозного тела, подчёркивая пространственный характер композиции.
А. К. Дживелегов в своей работе «Творцы итальянского Возрождения» даёт статуе Давида следующую характеристику:
«Давид прекрасен. <…> На лице написано спокойное торжество, но сквозь улыбку радости сквозит какая-то задумчивость, облагораживающая весь образ. Во всем блеске своего нагого, не вполне сформировавшегося тела стоит он перед зрителем, открытый со всех сторон, не скованный ни нишей, ни карнизом, ни табернакулом. Давид не только сокрушил Голиафа. Он освободил от векового рабства скульптуру. Теперь она более не служанка архитектуры: перед ней открылся широкий свободный путь».

## Интерпретации
Давид Донателло — произведение искусства, допускающее множество интерпретаций.

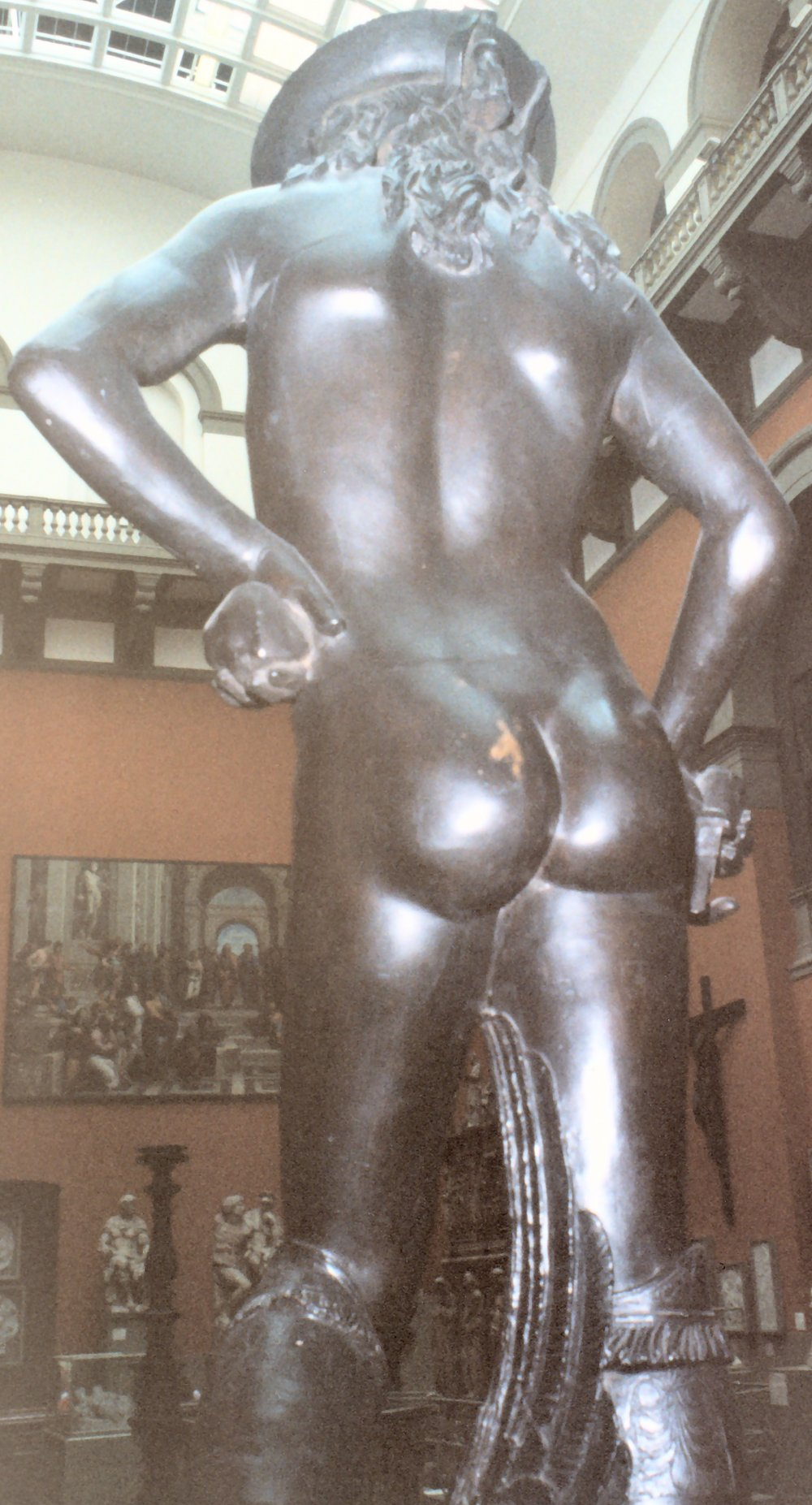
Давид. Вид сзади (копия из Музея Виктории и Альберта)

Все исследователи так или иначе отмечают необычную женственность облика юноши и его «негероическую» позу: «Донателло изобразил очаровательного юношу, в котором своеобразно сочетается угловатость молодости с округлостью несколько женственных форм, дышащих чувственной прелестью»; «сильный, хотя совсем ещё юный мальчик-победитель задумчиво и даже немного смущенно смотрит вниз на отрубленную им голову поверженного великана, жеманным и усталым движением правой руки поддерживая небольшой меч»; «Наготу Давида, оттеняемую сандалиями и шляпой, подчеркивают выражение лица и весь облик юноши, говорящие о самолюбовании и нарциссической сосредоточенности на самом себе». Очевидно, что статуя не столько доносит до зрителя величие подвига Давида, сколько заставляет его любоваться красотой обнажённого юношеского тела. Это дало отдельным исследователям основание видеть в произведении Донателло гомоэротические мотивы и отыскивать в нём многочисленные намёки на достоверность именно такого прочтения.
Впрочем, существует и совершенно иное объяснение хрупкости и женственности Давида. При взгляде на него трудно представить себе, что он способен справиться с воинственным великаном — но тем явственней становится роль божественного вмешательства, определившего исход этой битвы. Следовательно, статуя, изображающая слабого юношу, стоящего над побеждённым врагом, говорит о невидимом присутствии Бога в этой сцене.
Для понимания замысла Донателло важен также исторический и политический контекст. Образ Давида исключительно популярен в эпоху Возрождения: Давид представляется подлинным героем, выходцем из народа, спасшим народ от порабощения и впоследствии ставшим иудейским царём. Тот факт, что статуя находилась во дворе Палаццо Медичи (и была, возможно, создана по их заказу), указывает: семья Медичи хотела, чтобы их воспринимали как поборников свободы. Не случайно статуя Давида соседствовала с ещё одной знаменитой работой Донателло — скульптурной группой «Юдифь и Олоферн». И Юдифь, и Давид — спасители народа, тираноубийцы, которые могли служить прекрасным воплощением идеалов Флорентийской республики. Разместив этот символ свободы во дворе собственного дворца, Медичи хотели, чтобы их имя ассоциировалось не с тиранией и узурпацией власти, а, напротив, с республиканскими ценностями.
Неканонический облик библейского персонажа заставил некоторых исследователей предположить, что статуя вообще изображает не Давида, а кого-то иного, к примеру древнеримского бога Меркурия. Однако все источники, начиная с XV века, уверенно идентифицируют статую как изображение Давида. Кроме того, существуют документированные свидетельства о том, что на несохранившемся постаменте статуи располагалась следующая надпись: «Побеждает тот, кто сражается за отечество. Господь сокрушает гнев могущественного врага. Мальчик одолел страшного тирана. Торжествуйте, граждане!».